# Erzengel Michael

Raffael: Der Erzengel Michael (1518; Louvre)

Michael (hebräisch מיכאל; arabisch ميكائيل/ميكال DMG „Mīkā’īl“ bzw. „Mīkāl“, deutsch „Wer ist wie Gott?“) ist nach dem Tanach ein Erzengel und kommt in den Traditionen des Judentums, Christentums und Islams vor. Anders als im Christentum wird der Engel Michael im Judentum nie mit „Attributen der Göttlichkeit“ versehen. In der neutestamentlichen Offenbarung des Johannes tritt Michael in einem eschatologischen Kontext als Bezwinger Satans auf, den er auf die Erde hinabstürzt (Offb 12,7–9 ). Der Erzengel wurde nach der siegreichen Schlacht auf dem Lechfeld am 10. August 955 zum Schutzpatron des Ostfrankenreichs und später Deutschlands erklärt.
Der Koran und die arabische Literatur rezipierten die Gestalt des Erzengels Michael seit dem 7. Jahrhundert n. Chr. unter den Namen Mikal bzw. Mika'il.

## Erwähnungen in der Bibel
Das himmlische Wesen Michael wird sowohl im Tanach als auch im Neuen Testament erwähnt.

### Tanach (Altes Testament)
Im Tanach kommt Michael ausschließlich in der „hebräischen Apokalypse“ des Buches Daniel vor. In Dan 10,13. 21  kämpft Michael mit dem „Fürsten des Perserreiches“, worauf Daniel seine Vision erhält:

„Der Fürst des Perserreiches hat sich mir einundzwanzig Tage entgegengestellt, aber Michael, einer der ersten unter den Fürsten, kam mir zu Hilfe und ich wurde dort bei den Königen von Persien gelassen [...] Aber ich will dir mitteilen, was im Buch der Wahrheit aufgezeichnet ist. Es gibt aber niemanden, der sich mit mir gegen diese starkmacht, außer eurem Fürsten Michael.“

Später erscheint Michael wiederum als Verteidiger des Volkes Gottes (Dan 12,1 ):

„In jener Zeit tritt Michael auf, der große Fürst, der für die Söhne deines Volkes eintritt. Dann kommt eine Zeit der Not, wie noch keine da war, seit es Völker gibt, bis zu jener Zeit. Doch zu jener Zeit wird dein Volk gerettet, jeder, der im Buch verzeichnet ist.“

### Neues Testament

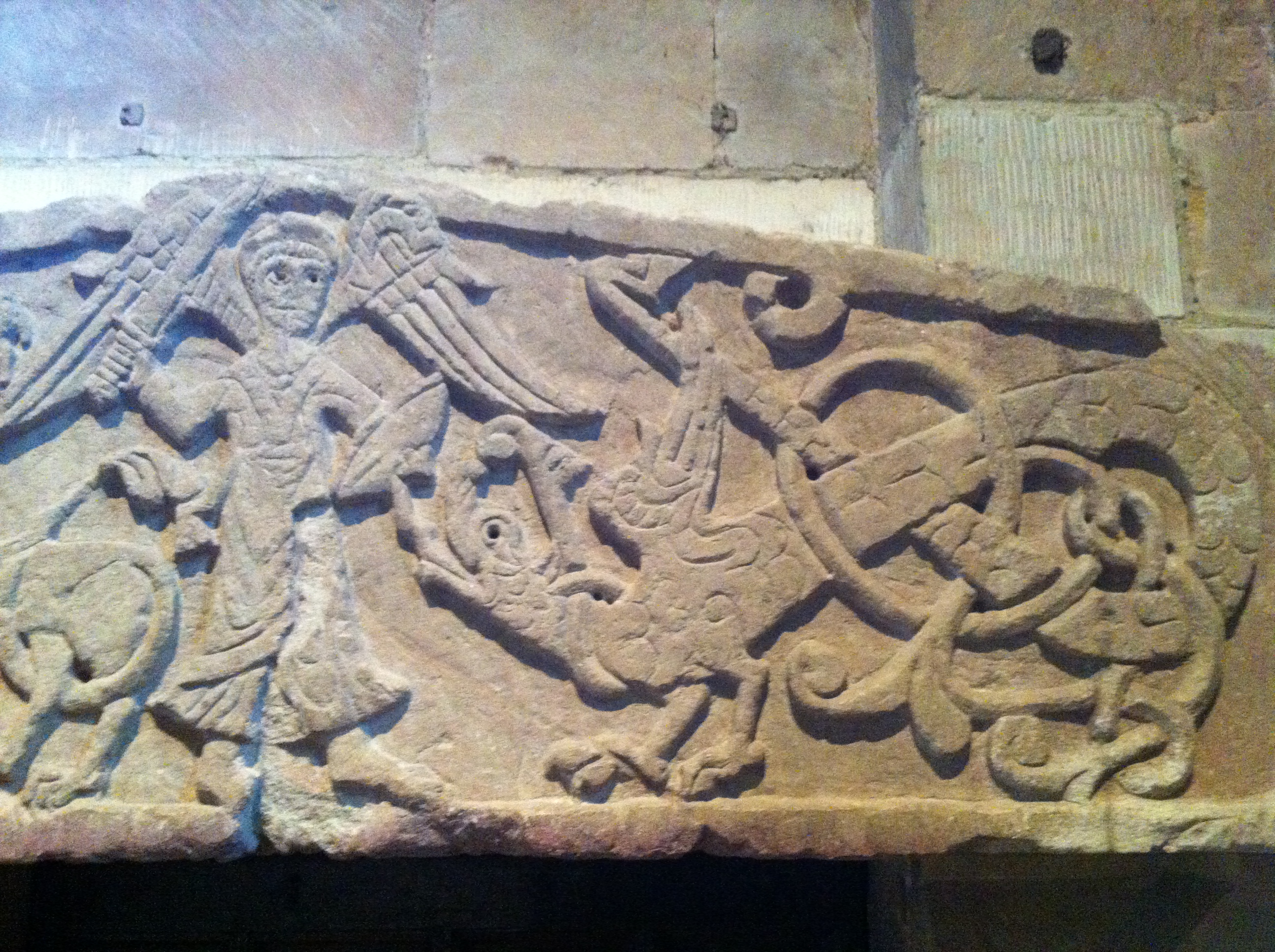
Der Erzengel Michael im Kampf mit dem Drachen (10./11. Jh.), Tympanon am Southwell Minster

In der Vision des Sehers Johannes (Offb 12,7 ) besiegt der Erzengel Michael den Teufel in Gestalt eines Drachen und stößt ihn hinab auf die Erde:

„Da entbrannte im Himmel ein Kampf; Michael und seine Engel erhoben sich, um mit dem Drachen zu kämpfen. Der Drache und seine Engel kämpften, aber sie hielten nicht stand und sie verloren ihren Platz im Himmel. Er wurde gestürzt, der große Drache, die alte Schlange, die Teufel oder Satan heißt und die ganze Welt verführt; der Drache wurde auf die Erde gestürzt, und mit ihm wurden seine Engel hinabgeworfen.“

Der Brief des Judas, ein kurzer Mahn- und Trostbrief des Neuen Testaments, berichtet von einem Disput des Erzengels Michael mit dem Teufel über den Leichnam des Mose (Jud 9 ):

„Als der Erzengel Michael mit dem Teufel rechtete und über den Leichnam des Mose stritt, wagte er nicht, ein lästerndes Urteil zu fällen, sondern sagte: Der Herr weise dich in die Schranken.“

## Apokryphen

Michael rettet die Seele Evas, Detail aus der Illustration L’homme devant son juge suprême (Grandes Heures de Rohan, 1430; Bibliothèque nationale de France), Blatt 159v

Im apokryphen 1. Buch Henoch (1,20), dessen älteste Teile ins 3. Jhd. v. Chr. reichen, wird Michael als vierter der sieben Erzengel und Schutzpatron Israels benannt und als „barmherzig und langmütig“ bezeichnet (2,40). Im Vers 1,11 beauftragt Gott Michael damit, den gefallenen Engel Semjasa und sein Gefolge „für 70 Geschlechter“ zu binden, die „Geister der Verworfenen“ zu vernichten und „alle Gewalttat und Unreinheit von der Erde zu tilgen“. Auch legt Gott den Eid Aqae, der die Geheimnisse der Schöpfung enthält, in die Hände des Erzengels (2,69). Außerdem fungiert Michael als Führer und Lehrer des Henoch und zeigt ihm unter anderem den Baum des Lebens (1,24) sowie „alle Geheimnisse der Barmherzigkeit und Gerechtigkeit, […] alle Geheimnisse der Enden des Himmels und alle Behälter aller Sterne und Lichter“ (2,70).
Eine zentrale Rolle spielt Michael auch in der apokryphen Moses-Apokalypse. So überbringt er etwa mehrfach Botschaften Gottes an Adam und seinen Sohn Seth (3,2; 13,2). Nach Vers 22,1 bläst Michael die Trompete zum Gericht Gottes über den sündigen Adam. Michael ist es aber auch, der danach Adam auf Gottes Geheiß in den „dritten Himmel“ bringt (37,4) und dort mit Leinen und Salböl versieht (40,1). Später hilft er Seth bei der Beerdigung seiner Mutter Eva (43,1).
Auf das apokryphe Nikodemusevangelium (4. Jhd. n. Chr.) schließlich geht die Vorstellung von Michael als Hüter des Paradiestores zurück.
Auch wird Michael mit dem „Engel des Angesichts“ in Verbindung gebracht, der nach dem apokryphen Buch der Jubiläen zunächst von Gott als Chronist der Weltgeschichte eingesetzt wurde (Jub 1,27), dann aber, wiederum auf Gottes Geheiß, Mose beauftragte, die Schöpfungsgeschichte für die Menschen niederzuschreiben (Jub 2,1).
In den 1947 entdeckten Schriftrollen vom Toten Meer wird Michael als „Fürst des Lichts“ bezeichnet, der die Heerscharen Gottes gegen die Mächte des Bösen unter Belial führt. Auch trägt er dort den Titel „Vizekönig des Himmels“.

## Jüdische Tradition
Der Name des himmlischen Wesens Michael ist eindeutig jüdisch-hebräischer Herkunft. Mi kamocha elohim bedeutet „wer“ (mi) „ist wie du“ (ka(mocha)), „Gott“ (El(ohim)). Das Judentum wies früh und stetig die mögliche Mittlerrolle der „Erzengel“ zu Gott, z. B. als Fürbitter zurück. Ebenso verwies es früh und stetig die Vorstellung als falsch, Engel bzw. „Erzengel“ („Himmelsfürst“, „Himmelsprinz“) seien eigenständig handelnde Wesen, wie etwa der gefallene Engel Luzifer im Christentum. Das Verbot des Götzendienstes wird auf Michael und andere „Erzengel“ ausgedehnt, wie auch die Lehre des Dualismus der zwei ewigen streitenden Mächte, des Reichs des Bösen/der Dunkelheit und des Reichs des Guten/des Lichts, verboten wird.
Die Verfasser der jüdischen Midrasch-Texte interpretierten Michael häufig auch in namentlich nicht näher bezeichnete biblische Engelsgestalten hinein, so etwa
- in den Cherub, der den Menschen die Rückkehr ins Paradies verwehrt (Gen 3,24 EU)
- in einen der Engel, die nach Sodom gingen (Gen 19,1ff. EU), um Lot zu retten
- in den Engel, der Isaak vor dem Opfertod errettet hat (Gen 22,11ff. EU)
- in den Engel, mit dem Jakob gekämpft hat (Gen 32,25ff. EU)
- in den Engel, der sich der Eselin des Bileam in den Weg stellte (Num 22,22 EU),
- in den „Fürsten über das Heer des Herrn“ (Jos 5,13–15 EU),
- in den Engel, der die Armee des Assyrer-Königs Sennacherib vernichtet hat (2 Kön 19,35 EU),
- in den Engel, der die drei Jünglinge aus Nebukadnezars Feuerofen errettet hat (Dan 3,20 EU).

Im Judentum wird Michael zusammen mit Gabriel bildhaft als Schutzengel des Volkes Israel benannt.
Im Buch Daniel wendet sich der Engel Gabriel in einer Vision an den Propheten Daniel: „Vorher aber will ich dir mitteilen, was im Buch der Wahrheit aufgezeichnet ist. Doch keiner hilft mir tatkräftig gegen sie außer eurem Engelfürsten Michael.“ (Dan 10,21)
In den eschatologischen Erzählungen des Buches Daniel hat Michael eine Schlüsselfunktion für das Volk Israel. „In jener Zeit tritt Michael auf, der große Engelfürst, der für die Söhne deines Volkes eintritt. Dann kommt eine Zeit der Not, wie noch keine da war, seit es Völker gibt, bis zu jener Zeit. Doch dein Volk wird in jener Zeit gerettet, jeder, der im Buch verzeichnet ist.“ (Dan. 12, 1) Des Weiteren schreiben die jüdische und christliche Tradition Michael auch die Verrichtung von Diensten im Auftrag Gottes zu: Er führt die himmlischen Bücher und vollzieht die Gerichtsurteile. Nach einer rabbinischen Erzählung besteht Michael ganz aus Schnee, weshalb ihm das Metall Silber zugeordnet ist.

## Christliche Tradition

### Vorstellungen

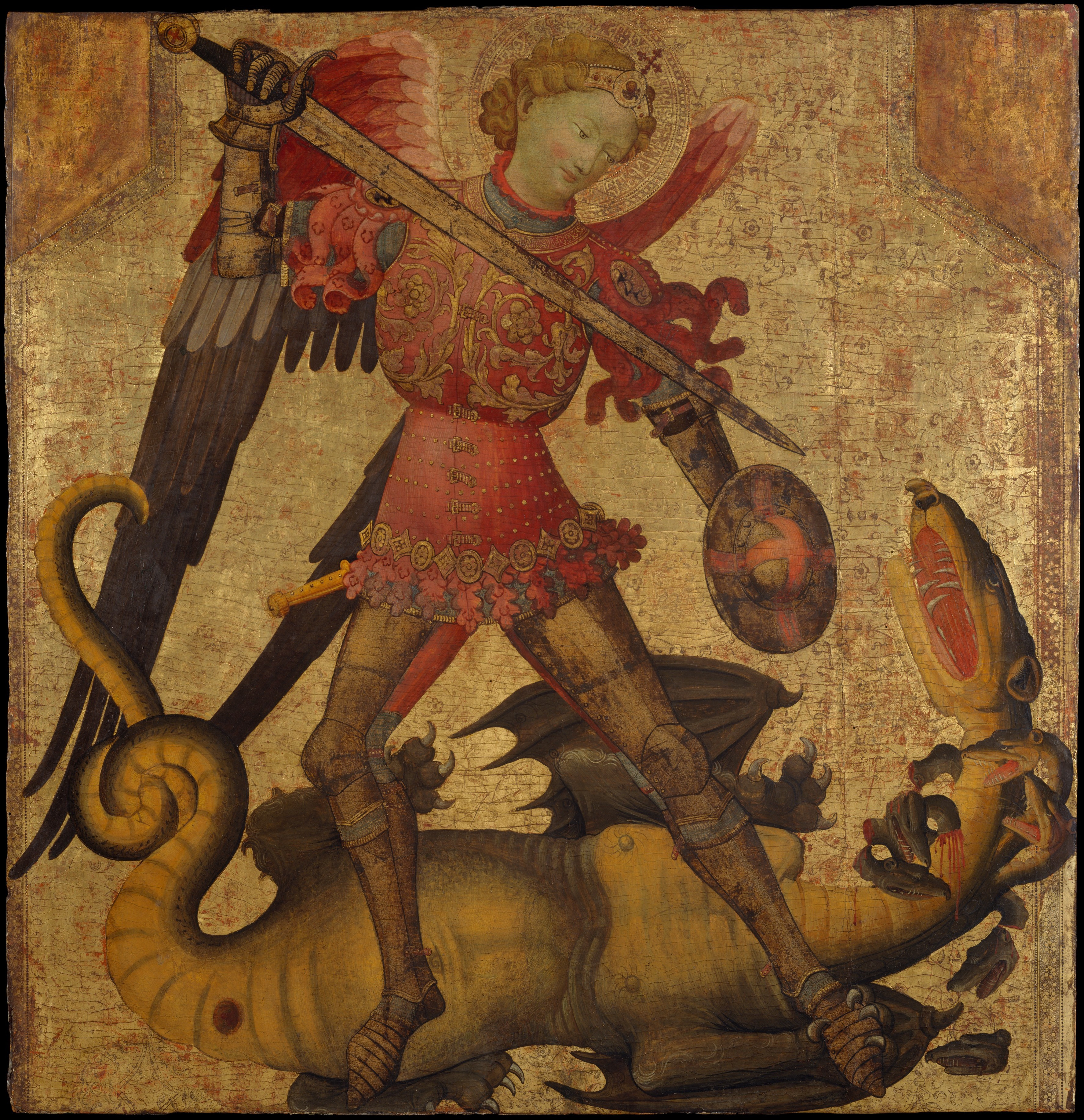
Der Erzengel Michael erschlägt den Drachen (spanische Illustration um 1400; Metropolitan Museum of Art)

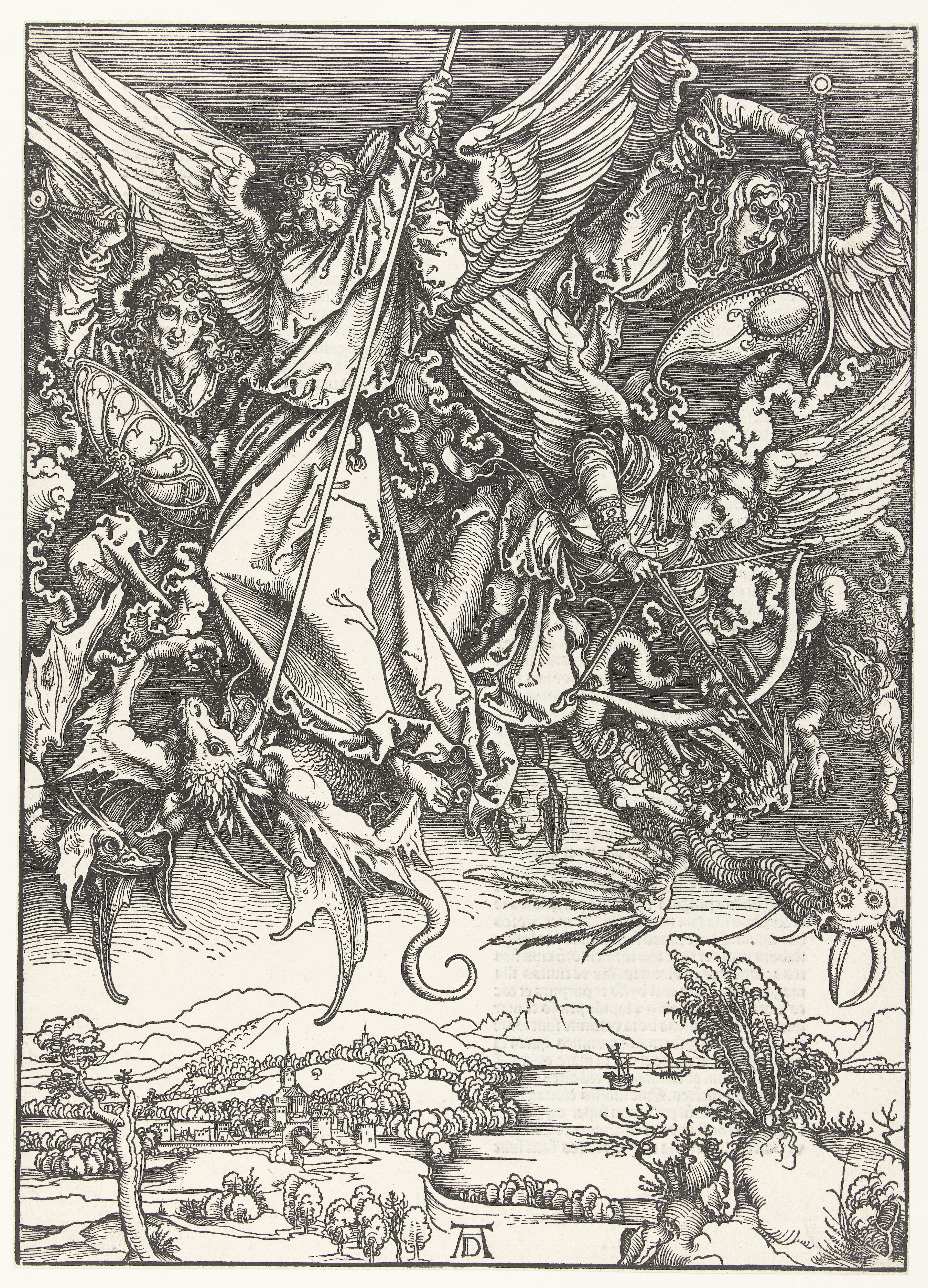
Albrecht Dürer: Michaels Kampf mit dem Drachen, Holzschnitt (1498; Staatliche Kunsthalle Karlsruhe)

Im Christentum gilt Michael insbesondere als Bezwinger des Teufels in Gestalt des Drachen (Höllensturz) sowie als Anführer der himmlischen Heerscharen. Das geht auf eine Formulierung der Septuaginta (Jos 5,14 ) zurück: „der oberste Heerführer der Streitmacht des Herrn“ (altgriechisch ἀρχιστράτηγος δυνάμεως Κυρίου archistrátēgos dynámeōs Kyríou). Die letzten Worte, die der Satan vor seinem Sturz hörte, sollen „Wer (ist) wie Gott?“ gewesen sein – eine wörtliche Übersetzung des hebräischen Mi-ka-el. Schon früh wird Michael als Hüter des Paradiestores dargestellt. Nach der kirchlichen Tradition kommt ihm auch die Rolle des „Seelenwägers“ am Tag des jüngsten Gerichts zu.
In den eschatologischen Erzählungen des Buches Daniel hat Michael eine Schlüsselfunktion, da er die apokalyptischen Visionen des Daniel (im Judentum gilt er nicht als Prophet) entschlüsselt und damit eine Botenfunktion zum Volk Israel einnimmt. In den Visionen Daniels wird Michael auch als „Schutzengel Israels“ benannt. „Und in jener Zeit wird Michael auftreten, der große Fürst, der für die Söhne deines Volkes eintritt. Und es wird eine Zeit der Bedrängnis sein, wie sie noch nie gewesen ist, seitdem eine Nation entstand bis zu jener Zeit. Und in jener Zeit wird dein Volk errettet werden, jeder, den man im Buch aufgeschrieben findet.“ (Dan 12,1 ) Die Bezeichnung „Söhne“ oder „Kinder deines Volkes“ hat irrtümlicherweise in der christlichen Tradition dazu geführt, dass Michael als Schutzpatron der Kinder galt.

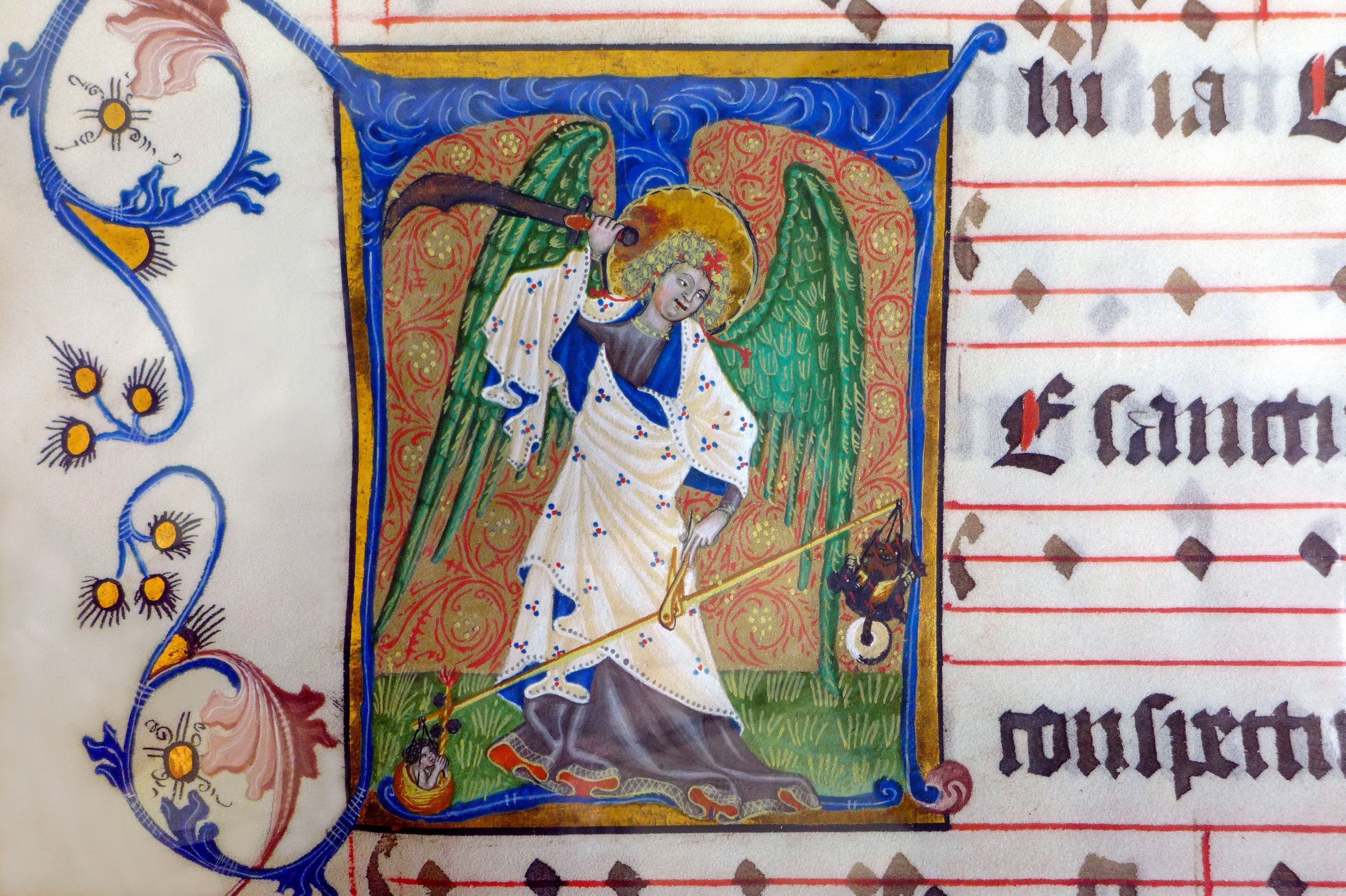
Der Erzengel Michael als Seelenwäger, Antiphonale Cisterciense (zweite Hälfte des 15. Jahrhunderts; Stiftsbibliothek, Stift Rein)

Daneben spielt Michael eine wichtige Rolle im Volksglauben. Er ist es, der ein Verzeichnis der guten und schlechten Taten eines jeden Menschen erstellt, das diesem zunächst am Tag des Sterbens (Partikulargericht), aber auch am Tage des Jüngsten Gerichts vorgelegt wird und auf dessen Basis er über ihn richtet. Er erscheint hier in der wichtigen Position des Seelenwägers. Auch geleitet er die Seele des Verstorbenen auf ihrem Weg ins Jenseits. Dementsprechend wird er mit den Attributen Waage und Flammenschwert dargestellt. Die darstellende Kunst ordnet ihm die Farbe Rot in allen Schattierungen zu (für Feuer, Wärme und Blut).
Die christliche Vorstellung vom Erzengel Michael wurde vor allem von der Offenbarung des Johannes (Offb 12,7 ) beeinflusst, aber auch von Gedanken aus dem 1. Buch Henoch und anderen Apokryphen. Dazu bestehen Ähnlichkeiten mit verschiedenen antiken Gottheiten anderer Kulturkreise: Zu nennen ist etwa der ägyptische Mondgott Thot, der das Ergebnis der Herzenswägung beim Totengericht notiert, der mit dem Planeten Merkur verbundene akkadische Weisheitsgott Nabu, der Schreiber und Inhaber der Schicksalstafeln, sowie dessen sumerisches Gegenstück, die Göttin Nisaba. Als Seelenführer und Seelenwäger kann man Michael schließlich mit Hermes Psychopompos, den zoroastrischen Göttern Sraosha und Rashnu, den ägyptischen Göttern Horus und Anubis sowie den mandäischen Göttern Hibil und Abathur vergleichen.

### Wesen und Natur

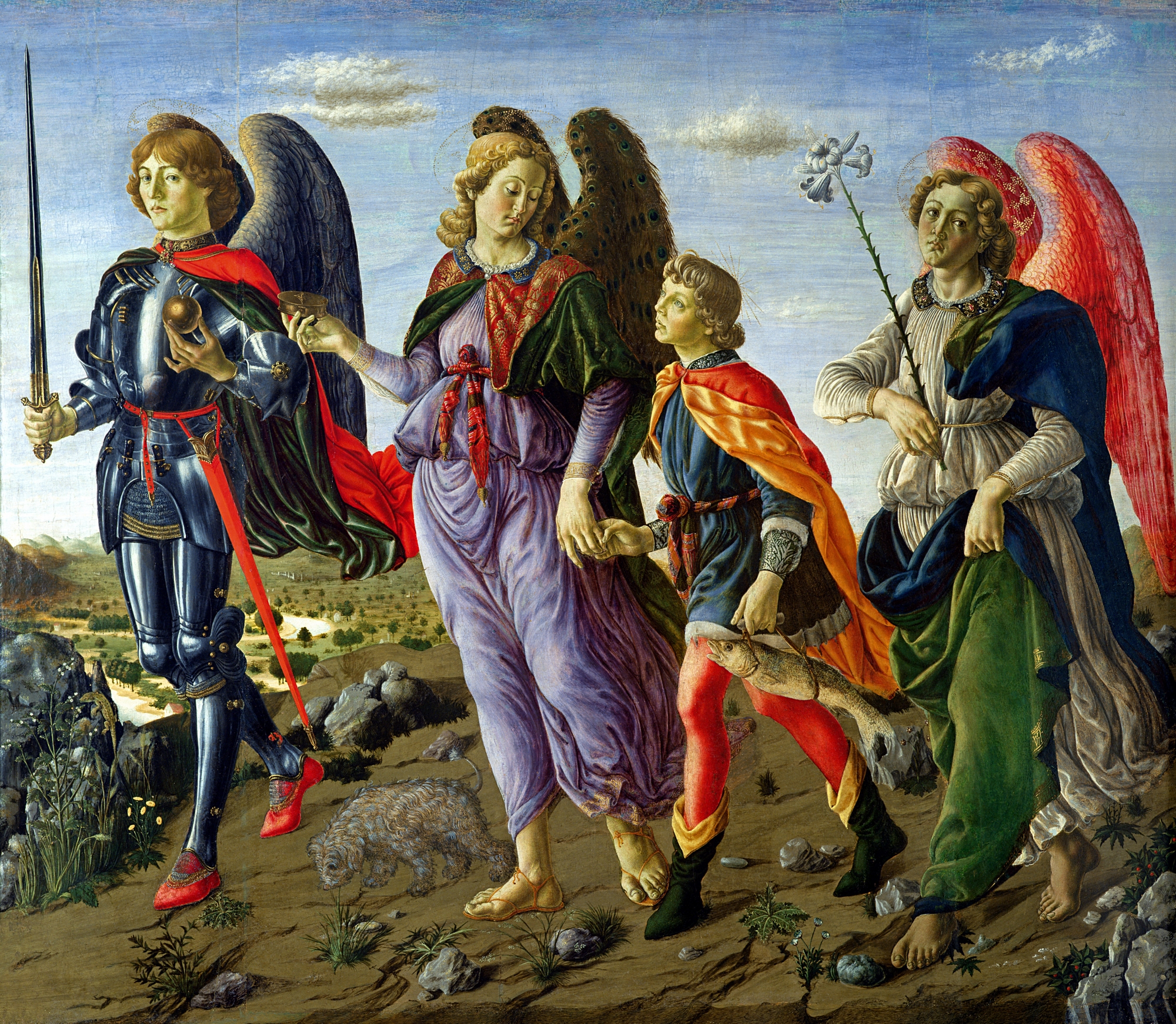
Francesco Botticini: Drei Erzengel und Tobias (1470; Uffizien, Florenz)

Das Judentum, der Islam und das Christentum betrachten Michael als einen der vier Erzengel; die anderen sind Gabriel, Raphael und Uriel. Umstritten war unter den Kirchenvätern die Einordnung des hl. Michael in die himmlische Hierarchie: Während Salmeron, Robert Bellarmin sowie Basilius der Große und andere griechische Patriarchen ihm den höchsten Rang unter den Engeln einräumen, betrachtet ihn etwa Bonaventura lediglich als Haupt der Seraphim, des ersten der neun Engelschöre. Nach Thomas von Aquin steht er der untersten Ordnung vor, den einfachen Engeln. Einer Legende nach entstanden die Cherubim aus den Tränen des Erzengels Michael, die er über die Sünden der Gläubigen vergoss. Der Mozarabische Ritus reiht ihn unter die 24 Ältesten ein.
In der Theologie der Mormonen hat sich der Erzengel Michael im ersten Menschen Adam verkörpert; er wird hier als Gottes Ebenbild betrachtet. Nach dem Glauben der Zeugen Jehovas ist Michael sowohl mit dem Wort Gottes (vgl. Joh 1,1 ) identisch als auch mit Jesus. Er habe Jehova bei der Erschaffung der Welt Hilfe geleistet, später als fleischgewordener Menschensohn ein Leben ohne Sünde gelebt und sei nach dessen Opfertod in seinen ursprünglichen spirituellen Zustand zurückgekehrt. Eine ähnliche Vorstellung findet sich auch bei den Siebenten-Tags-Adventisten. Hier wird Jesus Christus trotz der Gleichsetzung mit Michael gleichzeitig als „Gott der Sohn“ und damit als Teil der Dreieinigkeit angesehen.

### Erscheinungen

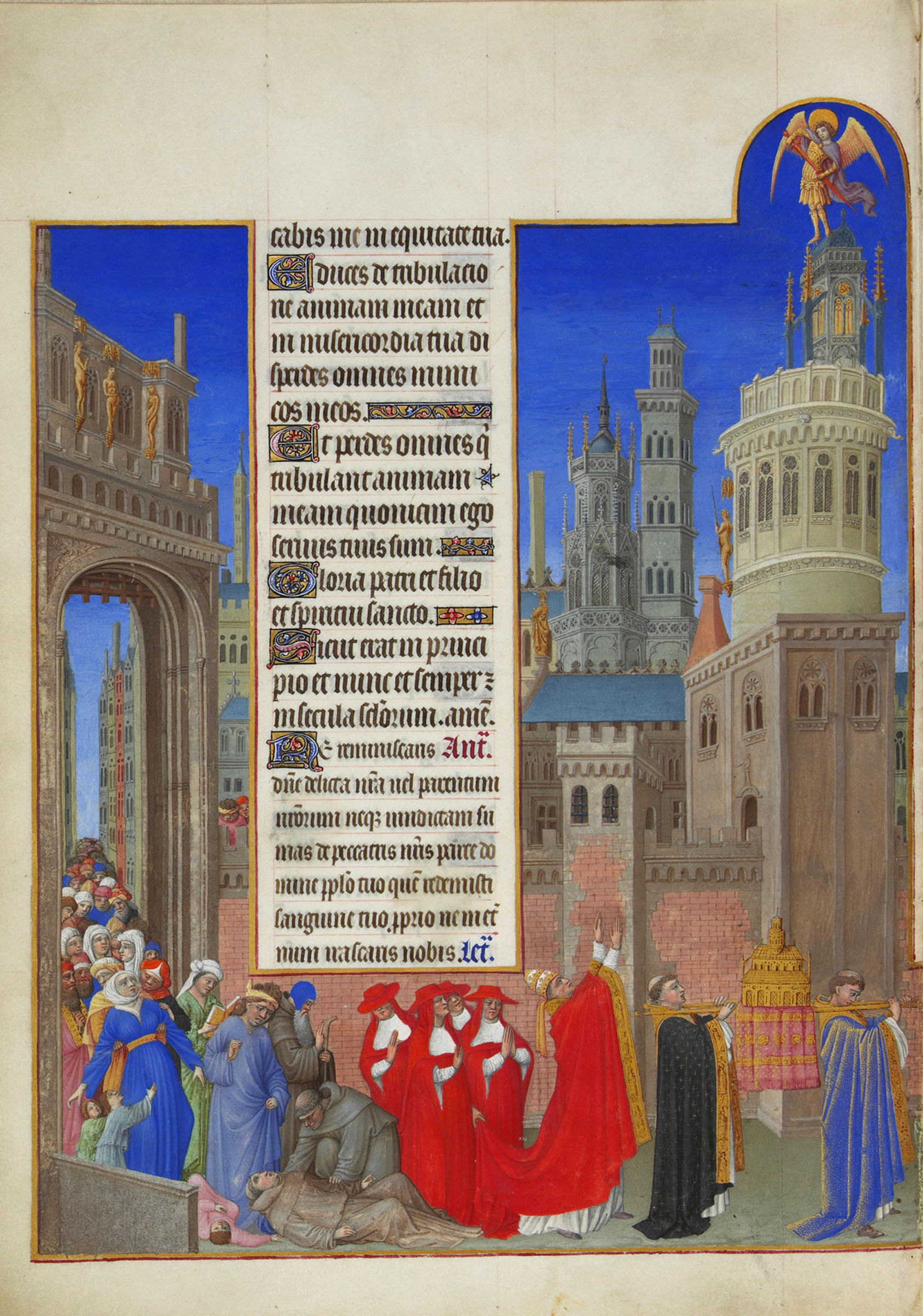
Prozession von Papst Gregor, um das Ende der Pest zu erflehen: Michael erhört ihn und steckt sein Schwert in die Scheide. Miniatur aus den Très Riches Heures (um 1415)

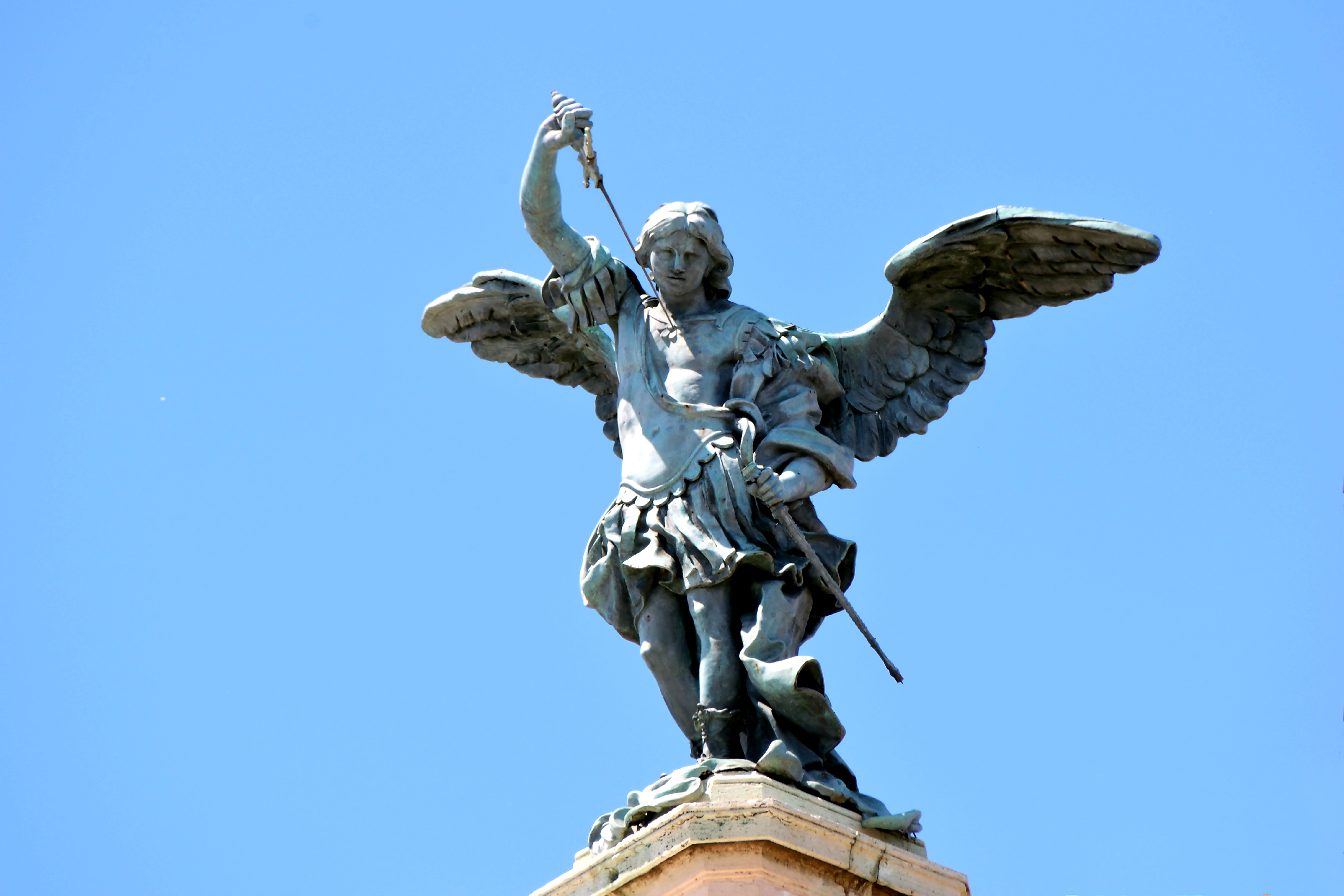
Die bronzene Statue des Erzengels Michael auf der Engelsburg (nach einem Entwurf von Peter Anton von Verschaffelt, 1752)

- Der Überlieferung nach hat der hl. Michael in Konstantinopel den Kaiser Konstantin besucht.
- Es gibt mehrere Überlieferungen über eine Erscheinung des hl. Michael im Jahre 490 auf dem Monte Sant’Angelo im Garganogebirge in Apulien. Dort soll ein reicher Viehzüchter mit Namen Gargano seinen weggelaufenen Stier gesucht haben. Er fand den Stier schließlich auf einem Felsvorsprung vor einer Höhle. Weil das Tier von dort nicht mehr wegkommen konnte, wollte er es mit einem Pfeil erlegen. Der Pfeil drehte sich jedoch in der Luft und traf den Schützen, der nur aufgrund der Gebete des Bischofs von Siponto überlebte. Der Erzengel Michael erschien daraufhin dem Bischof und erklärte, dass er dieses Wunder bewirkt habe, damit ihm in dieser Höhle ein Heiligtum errichtet werde. Bis heute ist die Höhle auf dem Monte Sant’Angelo eine der bedeutendsten Wallfahrtsstätten Italiens.
- Auf Anrufung des hl. Michaels durch Papst Gregor (590–604) um Befreiung der Stadt Rom von der Pest soll der Engel im Jahre 590 über dem Hadriansmausoleum erschienen sein und sein Schwert in die Scheide gesteckt haben, worauf die Pest verschwand. Darauf gab der Papst dem Hadriansmausoleum den Namen „Engelsburg“. 1752 wurde eine bronzene Statue des Erzengels des flämischen Künstlers Pieter Anton Verschaffelt auf der Engelsburg angebracht.
- 708 zeigte der Erzengel Michael sich der Legende nach dem hl. Aubert, dem Bischof von Avranches (Normandie). Hierauf geht die Errichtung der Abtei Mont-Saint-Michel zurück.
- 1425 soll der Erzengel Michael der Jungfrau von Orléans erschienen sein und sie zur Rettung Frankreichs aufgefordert haben.
- 1429, im Oktober, soll der Erzengel Michael der Sage nach die Sechsstadt Bautzen vor den anstürmenden Hussiten errettet haben.

### Patron der Soldaten
Der Erzengel Michael wurde gemeinsam mit anderen Heiligen, wie den hll. Georg, Sergius und Mauritius, als Patron der Soldaten und Krieger verehrt. Ebenso ist der hl. Michael auch Patron der österreichischen und der Schweizer Polizei. Er gilt als Symbol der ecclesia militans, der wehrhaften Kirche: Princeps militiae coelestis quem honorificant angelorum cives („Fürst der himmlischen Heerscharen“; wegen dieses Beinamens gilt er auch als Schutzpatron der Fallschirmjäger).

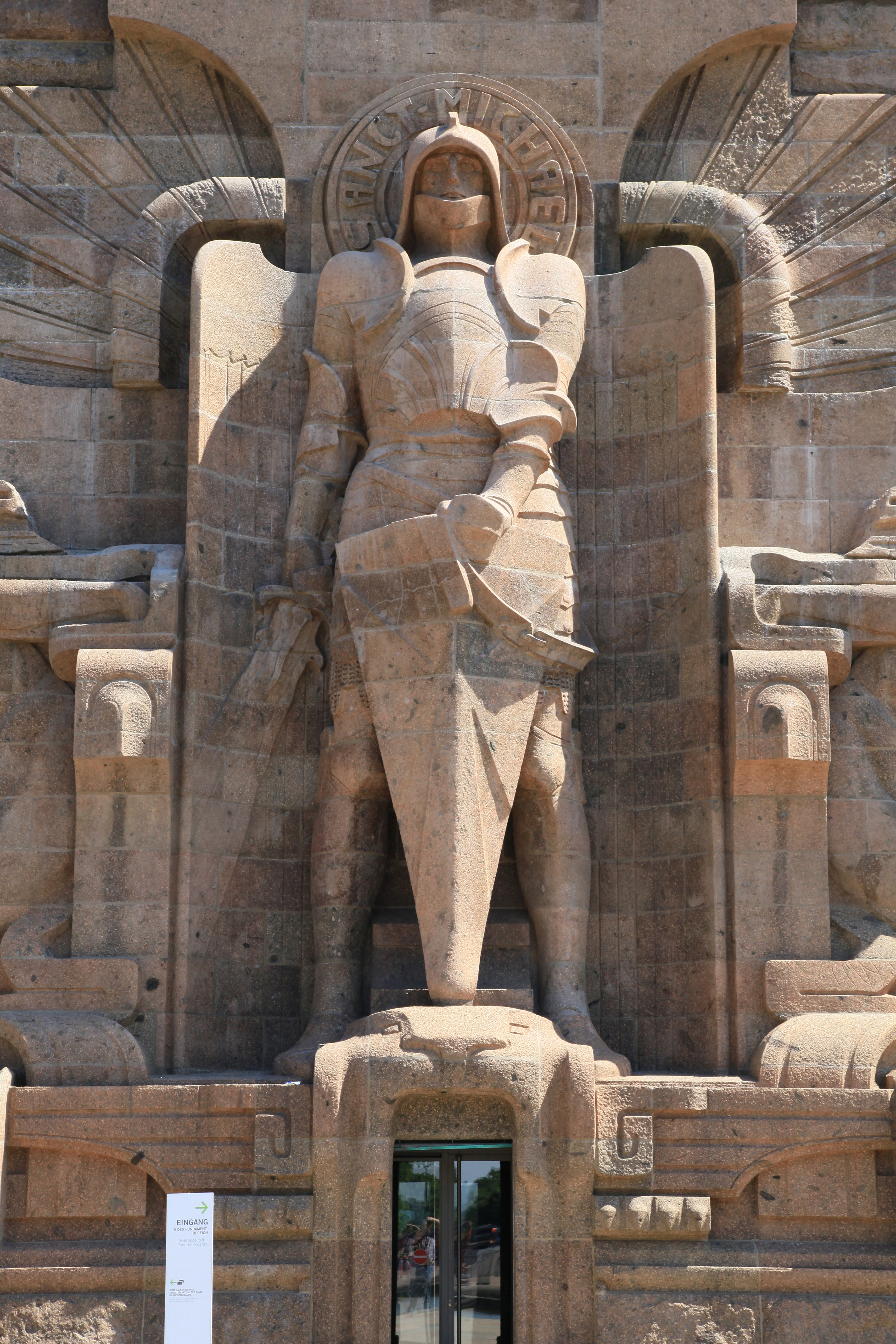
Michael am Eingang des Völkerschlachtdenkmals in Leipzig

Der hl. Michael soll auch in verschiedene Schlachten eingegriffen haben:
- So wird etwa der Sieg der Langobarden von Sipontum (Manfredonia) über die griechischen Neapolitaner am 8. Mai 663 auf sein Eingreifen zurückgeführt – weshalb an diesem Tag ein in weiten Teilen der Westkirche verbreitetes, seit Papst Pius V. Apparitio S. Michaelis genanntes zusätzliches Michaelsfest begangen wird.
- Die Stadt Konstantinopel soll der Erzengel gleich zweimal errettet haben: 626 vor den Awaren und 676 vor den Arabern.
- Nach der Schlacht auf dem Lechfeld 955 wurde der hl. Michael zum Schutzpatron des Heiligen Römischen Reiches und später Deutschlands.
- Nach einer russischen Chronik hat sich Großfürst Dmitri Donskoi vor seiner siegreichen Schlacht gegen den Mongolenkhan Mamaj auf dem Kulikowo-Feld 1380 vor einer Ikone des „Himmlischen Führers und Archistrategen“ Michael niedergeworfen.
- Im Hundertjährigen Krieg zwischen England und Frankreich spielt er eine weitere Rolle. So sah die Jungfrau von Orléans (Jeanne d’Arc) ihn in ihren Visionen, aus denen sie ihre göttliche Sendung ableitete.

Im Spätmittelalter wurde Michael gemeinsam mit dem heiligen Georg zum Patron des Rittertums und speziell der ihm geweihten Ritterorden, des Ordre de Saint-Michel (Frankreich, 1469) und des Order of St. Michael and St. George (England, 1818), berufen.
Im Deutschen Kaiserreich war er seit dem Sieg im Krieg von 1870/71 als „Überwinder der Franzosen“ bekannt.

### Heilkundiger
Weiter gilt der hl. Michael auch als Heilkundiger, als himmlischer Arzt und Patron der Kranken. So ließ er unter anderem laut einem Bericht des Patriarchen Sisinnius I. von Konstantinopel († 427) im phrygischen Kolossai, dem späteren Chonai, im 3. Jahrhundert eine wundertätige Heilquelle entspringen, woraufhin man dem Erzengel um sie herum eine Kirche errichtete. Etwa hundert Jahre versuchten die Heiden das Christentum auszulöschen, indem sie die Gebirgsbäche Lykokapros und Kouphos in die Heilquelle umleiteten, um sie zu verunreinigen und ihr somit die heilende Kraft zu nehmen. Auf die Fürbitte des heiligen Eremiten Archippos (vgl. Kol 4,17 ) fuhr der Erzengel Michael „wie eine Feuersäule“ vom Himmel herab und spaltete einen Felsen, worauf die Wassermassen unterirdisch abflossen und hierbei zwar die frevelnden Heiden mitrissen, der Heilquelle und der Kirche aber keinen Schaden zufügten. Durch das Wunder, dessen die orthodoxe Kirche am 6. September gedenkt, wurde Chonae zum Mittelpunkt eines ausgeprägten Erzengelkults in ganz Phrygien, dessen Auswüchse das Konzil von Laodicea (363) zu steuern versuchte. Vermutlich hat er eine vergleichbare vorchristliche Tradition um den antiken Heilgott Men-Karoi überlagert und ersetzt. Auch in Pythia in Bithynien und anderen Orten Kleinasiens gibt es dem heiligen Michael geweihte heiße Quellen.

### Lokal- und Regionalpatrozinien, Titel, Heraldik
Der hl. Michael ist Patron
- zahlreicher Michaeliskirchen
- der Deutschen

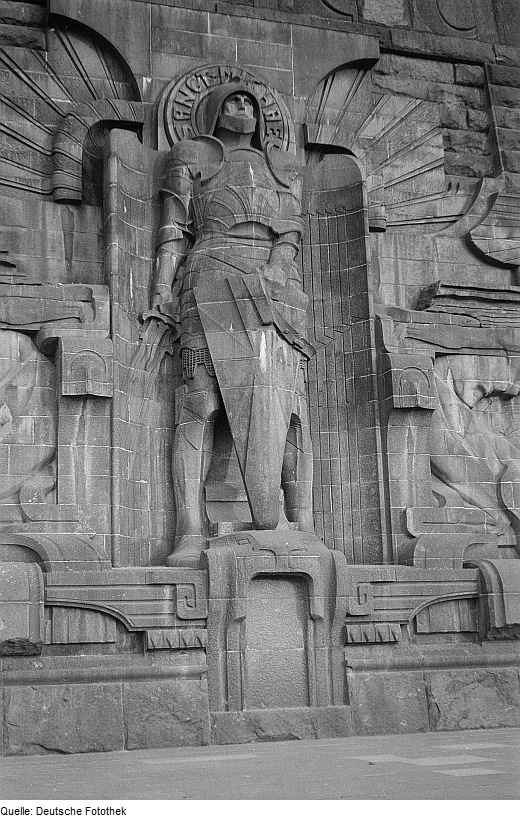
Sankt Michael als „Schutzpatron der Deutschen“ am Völkerschlachtdenkmal

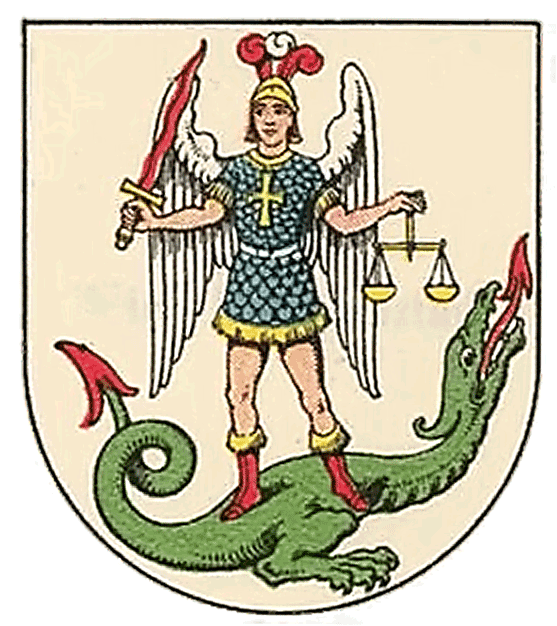
Wappen Wien-Heiligenstadt

Wappen der Stadt Brüssel

- der Stadt Brüssel (Kathedrale St. Michael und St. Gudula; Michaelsfigur auf dem Rathausturm), St. Michael im Wappen der Stadt Brüssel
- der Stadt Kiew (Michael im Stadtwappen)
- der Stadt Archangelsk (die sogar ihren Namen dem Erzengel verdankt)
- der Gemeinde Appenweier (Michael im örtlichen Wappen)
- der Gemeinde Steffeln (Attribut Flammenschwert)
- der Gemeinde Thüngersheim (Ortswappen)
- der Stadt Andernach (der Erzengel hält das Stadtwappen auf dem Alten Krahnen)
- der Stadt Biała Podlaska/Polen (Michael im Stadtwappen)
- der Stadt Głubczyce/Polen (Michael im Stadtwappen)
- der Stadt Jena (Michael im Stadtwappen und auf den Fenstern der ihm geweihten Stadtkirche)
- der Stadt Ludwigsstadt (Michael im Stadtwappen)
- der Stadt Zeitz (Michael im Stadtwappen)
- des Marktes Heiligenstadt in Oberfranken (Michael im örtlichen Wappen)
- der Wiener Stadtteile Fünfhaus und Heiligenstadt
- der Gemeinde Tadten (Österreich, Burgenland)
- der Luzerner Region Michelsamt mit dem dazugehörigen Chorherrenstift St. Michael Beromünster
- der Erzdiözese Seattle
- des Nils
- der Stadt Alghero (Sardinien)
- der Stadt Brixen (Südtirol)
- der Gemeinde Pomarico/Italien
- der Gemeinde Cabeceiras de Basto/Portugal
- der Stadt Dumfries/Schottland (Michael im Stadtwappen)
- der Stadt Ohrdruf (Michael im Stadtwappen und am Rathaus)
- des Stadtteils Odenheim von Östringen (Michael im Gemeindewappen und als Patron der Gemeindekirche)
- der Stadt Totonicapán/Guatemala
- der Stadt Haag in Niederösterreich (Michael im Stadtwappen)
- der Gemeinde Waldaschaff in Bayern (Aschaffenburg)
- von Euerfeld (mit Würzburger Rennfähnlein im Wappen)
- der Stadt Schlüchtern in Hessen (Michael im Stadtwappen und als Patron der Stadtkirche)
- der Gemeinde Sankt Michael im Lungau, Österreich (Michael im Gemeindewappen)
- der Stadt Šibenik/Kroatien
- der Stadt Schopfheim in Baden, Alte Michaelskirche und Stadtwappen
- der Gemeinde Altendorf im Schweizer Kanton Schwyz
- der Gemeinde Steinakirchen am Forst (Niederösterreich)
- der Gemeinde Gaißach (Oberbayern)
- der Gemeinde Schwalmtal (Niederrhein) (Wappen und Kirchpatron)
- der Insel Procida im Golf von Neapel
- der Kanareninsel La Palma
- der Gemeinde Natters im Tirol
- der Gemeinde Niederschaeffolsheim (Elsass, Wappen und Kirchpatron)
- der Stadt Siegburg (Wappen und Abtei Michelsberg)

Siehe auch: Drache (Wappentier)#Michael und der Drache

### Kirchen und Heiligtümer
In Konstantinopel waren dem hl. Michael zeitweise bis zu fünfzehn Kirchen geweiht. Deren wichtigste, das Michaelion, eine von Kaiser Konstantin dem Großen im Jahr 314 errichtete Basilika, befand sich in Sosthenion, nahe der Stadt. Sie gilt als die älteste dem Erzengel Michael geweihte Kirche der Christenheit; Mitte des 15. Jahrhunderts wurde sie jedoch von den Osmanen abgebrochen, um das Baumaterial für die Errichtung der Rumelischen Festung einzusetzen, die Teil der Vorbereitungen für die Eroberung Konstantinopels war. Eine weitere berühmte Michaelskirche stand innerhalb der Stadtmauern bei den Arcadius-Thermen. Nach dem Chronisten Prokopios wurden sechs Michaelskirchen allein von Kaiser Justinian I. in Auftrag gegeben. In Alexandria errichtete man eine Michaelskirche über einen früheren Kleopatratempel.
Die älteste Michaelskirche im Westen war die Basilika an der Via Salaria nördlich von Rom, deren Reste im Jahr 2000 wiederentdeckt wurden. Sie entstand laut archäologischen Datierungen zwischen 390 und 410. Die Ersterwähnung erfolgte im Jahr 435. Ihr Weihedatum am 29. September, festgelegt durch den Papst Gelasius I. 493, wurde für die ganze lateinische Kirche zum Datum für das Fest des Erzengels. Von ihr aus verbreitete sich die Verehrung über ganz Europa. Im Zuge kriegerischer Auseinandersetzungen verfiel sie im 6. Jahrhundert. Obwohl sie wieder aufgebaut wurde, konnte sie ihre ursprüngliche Bedeutung nicht wiedererlangen. Die Letzterwähnung der Basilika erfolgte im 9. Jahrhundert. Warum sie verfiel oder zerstört wurde, ist nicht bekannt.
Das Hauptheiligtum Michaels ist seither San Michele Arcangelo in Monte Sant’Angelo in Gargano (Apulien), wo der Erzengel im Jahr 493 erschienen sein soll. Sehr oft wurden ihm Bergheiligtümer geweiht – so auch die Kapelle Saint-Michel d’Aiguilhe in Le Puy.
Als älteste bekannte Michaelskirche im deutschsprachigen Raum gilt die 748 errichtete Klosterkirche St. Michael des Benediktinerstiftes Mondsee in Oberösterreich. Gestiftet wurde das Kloster von Herzog Odilo von Baiern. Die älteste bekannte Michaelskirche in der heutigen Bundesrepublik Deutschland wurde zwischen 820 und 822 in Fulda errichtet. Die bedeutendste ist die Michaeliskirche in Hildesheim, die kurz nach der Jahrtausendwende (1010 bis 1033) errichtet wurde. Sie ist heute in die Liste des UNESCO-Welterbes (Europa) aufgenommen und schmückt eine Zwei-Euro-Münze. Bischof Bernward von Hildesheim, der Erzieher Kaiser Ottos III., ließ sie nach dem Vorbild der neun himmlischen Chöre der Engel errichten und veranlasste zu ihrer Ausgestaltung die berühmten Bronzegüsse der Christustür (Bernwardstür) und der Christussäule (Bernwardssäule). Nach der Deutung von Uwe Wolff hat Bernward auf der Bronzetür in der Gegenüberstellung von zentralen Szenen aus dem Alten und Neuen Testament fünf Engel als Lebensbegleiter des Menschen in Bronze gießen lassen, darunter den Erzengel Michael mit dem Schwert. Die Hildesheimer Michaelskirche wurde von Bernward zu seiner eigenen Grablege bestimmt. Über Jahrhunderte beteten Benediktiner auf dem Michaelishügel für das Seelenheil des Stifters und aller Menschen, die ihrer Seelsorge anvertraut sind. Auf dem Gelände des alten Klosters, das bei dem verheerenden Luftangriff auf Hildesheim am 22. März 1945 völlig zerstört wurde, steht heute das im Jahr 1225 gegründete Gymnasium Andreanum.
Ein weiteres Beispiel einer Kirche, deren Bau in enger Beziehung zur Verehrung des Erzengels Michael gesehen werden muss, ist der Speyerer Dom. Im Mittelalter wurden Kirchen häufig zur aufgehenden Sonne (einem Christussymbol) hin orientiert. Der Chor des Speyrer Doms ist, wie Untersuchungen ergeben haben, nach dem Ort des Sonnenaufgangs am Fest des Erzengels Michael im Jahr 1027 hin ausgerichtet. Der hl. Michael ist einer der fünf Patrone des Speyrer Doms.

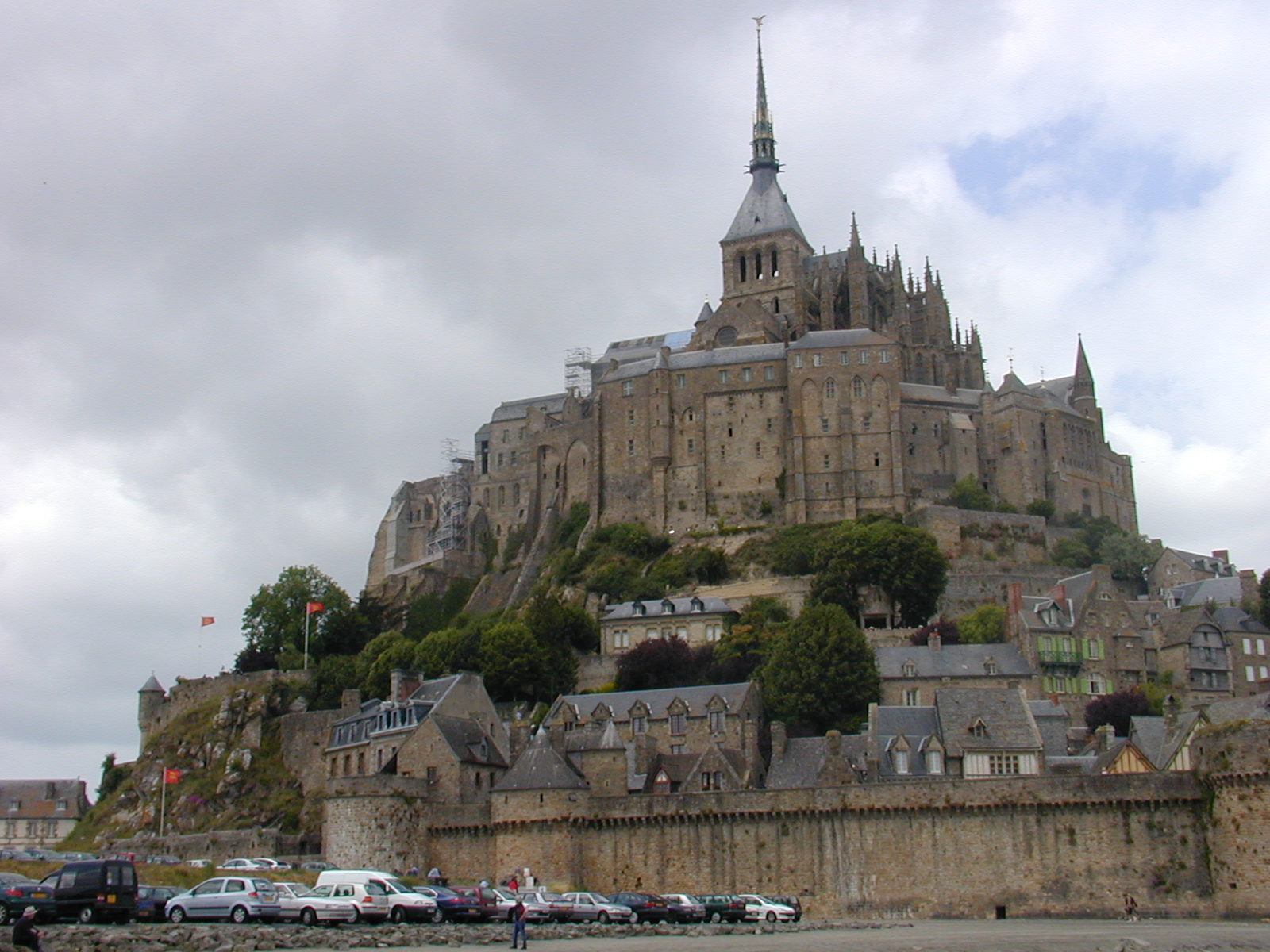
Mont-Saint-Michel, Normandie

Eines der bekanntesten Michaels-Heiligtümer befindet sich am Mont-Saint-Michel in der Normandie. St Michael’s Mount ist das britische Gegenstück zum Mont-Saint-Michel, das italienische ist die Sacra di San Michele im Piemont. Zu erwähnen sind weiter die Kathedrale St. Michael und St. Gudula in Brüssel, die Michaelskirche in Luxemburg, Orsanmichele in Florenz, die Michaelskirche in der Prager Altstadt, St. Michael (München) zu München, die Michaelskirche in Košice, die Erzengel-Michael-Kathedrale in Moskau, das Kloster des Erzengels Michael Panormitis in Symi (Griechenland), die Engelsburg in Rom und die Skellig Michael an der irischen Westküste.

### Festtag

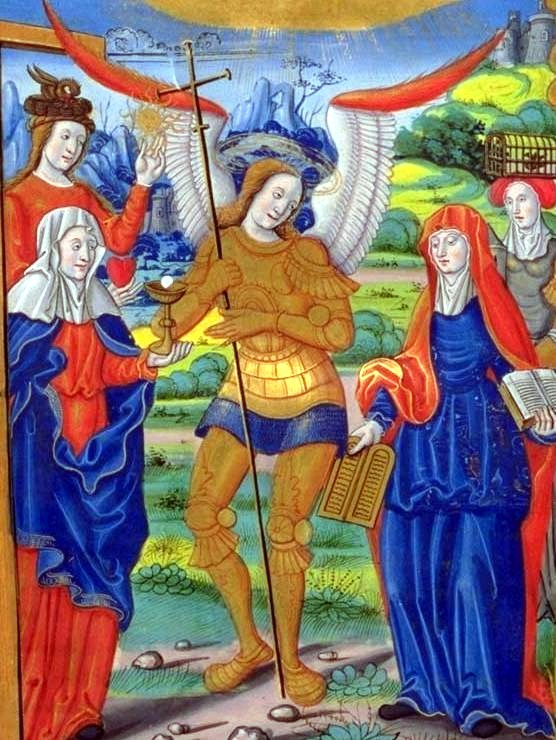
Michael mit allegorischen Darstellungen von Glauben und Kirche (Miniatur um 1500)

Papst Gelasius I. legte im Jahr 493 das Fest des hl. Erzengels Michael und aller Engel auf den 29. September, den Weihetag der Michaelskirche an der Via Salaria in Rom. Das Fest des hl. Michael wird von der römisch-katholischen, der anglikanischen und einigen protestantischen Kirchen begangen. Die Ostkirche begeht heute das Fest des hl. Michael am 8. November, nachdem im alten Byzanz je nach Kirche unter anderem die Termine 18. Juni, 27. Oktober und 10. Dezember gebräuchlich gewesen waren.
In Ägypten wird das Fest des Erzengels am 12. November begangen. Daneben verehrt man ihn dort an jedem 12. eines Monats, insbesondere am 12. Juni, wenn der Pegel des Nils anzusteigen pflegt.
Im Volksmund wurde der Gedenktag Michaelis oder Michaeli genannt. Traditionell war der Michaelistag ein beliebter Termin für laufende Miet-, Pacht- oder Zinszahlungen und, wie Mariä Lichtmess am 2. Februar, ein traditioneller Termin für die Verdingung von Knechten oder Mägden sowie der Beginn des Wintersemesters und des akademischen Jahres an Universitäten bzw. des Schulhalbjahres an Schulen, als das Schuljahr noch von Ostern bis Ostern ging. Am Michaelistag begann die „Kunstlicht-Zeit“, in der man bei künstlichen Lichtquellen arbeitete, ebenso die Spinnstubenzeit. Beide gingen zu Mariä Lichtmess zu Ende. In Augsburg gibt es noch heute das traditionelle Turamichele-Fest.
Ein Volksglauben der Bauern besagte, dass die Beschaffenheit des Inhalts von am oder um den Michaelistag geöffneten Galläpfeln die Fruchtbarkeit des kommenden Jahres voraussehen lasse.
Bis heute ist regional die Tradition erhalten geblieben, Sankt-Michaels-Brot oder Michaelibrot aus frisch gemahlenen Getreidekörnern zu backen.

### Gebete
Bedeutende Michaelsgebete enthielten bereits die Sakramentare der Päpste Leo des Großen (6. Jh.; „Natale Basilicae Angeli via Salaria“), Gelasius I. (7. Jh.; „S. Michaelis Archangeli“) und Gregors des Großen (8. Jh.; „Dedicatio Basilionis S. Angeli Michaelis“).
Am bekanntesten wurde aber das im Jahr 1880 von Papst Leo XIII. verfasste Gebet. Ursprünglich war das Gebet am Ende jeder heiligen Messe vorgesehen, 1960 stellte Papst Johannes XXIII. dies in das Belieben des Priesters, nach dem Zweiten Vatikanischen Konzil fand es schließlich in der Liturgie keine Verwendung mehr. Der Text lautet:
| lateinisch | deutsch |
| --- | --- |
| „Sancte Michael Archangele, defende nos in proelio contra nequitiam et insidias diaboli esto praesidium. ‚Imperet illi Deus‘, supplices deprecamur: tuque, Princeps militiae coelestis, Satanam aliosque spiritus malignos, qui ad perditionem animarum pervagantur in mundo, divina virtute, in infernum detrude. Amen.“ | „Heiliger Erzengel Michael, beschirme uns im Kampfe gegen die Bosheiten und Nachstellungen des Teufels. Sei Du unsere Schutzwehr; Gott gebiete ihm mit Macht, wir bitten demütig darum. Und Du, Fürst der himmlischen Heerscharen, stürze den Satan und die anderen bösen Geister, die zum Verderben der Seelen in der Welt umherwandern, mit göttlicher Kraft in die Hölle hinab. Amen.“ |

Aufgrund der wichtigen Aufgabe, die Michael für die Sterbenden zugeschrieben wurde, wenn ihre Seele den Körper verlässt, wurde den Gläubigen nahegelegt, ihn in der Stunde des Todes anzurufen. Er wird in der außerordentlichen Form des römischen Ritus bei der Erteilung der Sterbesakramente genannt.
Im Offertorium des Requiems wird Michael als signifer angerufen, also als Träger des Feldzeichens bzw. der Standarte, der den Verstorbenen ins Jenseits geleiten soll:
| lateinisch | deutsch |
| --- | --- |
| „Domine Jesu Christe, rex gloriae, libera animas omnium fidelium defunctorum de poenis inferni et de profundo lacu; libera eas de ore leonis, ne absorbeat eas tartarus, ne cadant in obscurum. sed signifer sanctus Michael repraesentet eas in lucem sanctam, quam olim Abrahae promisisti et semini eius.“ | „O Herr Jesus Christus, ruhmreicher König, befreie die Seelen aller verstorbenen Gläubigen von den Höllenstrafen und von dem tiefen See: Rette sie vor dem Rachen des Löwen, auf dass sie nicht die Hölle verschlinge, auf dass sie nicht in die Finsternis stürzen: Sondern der Feldzeichenträger, der heilige Michael, führe sie ins heilige Licht, wie du es einst Abraham versprochen hast und seinen Nachkommen.“ |

### Orden und Bruderschaften

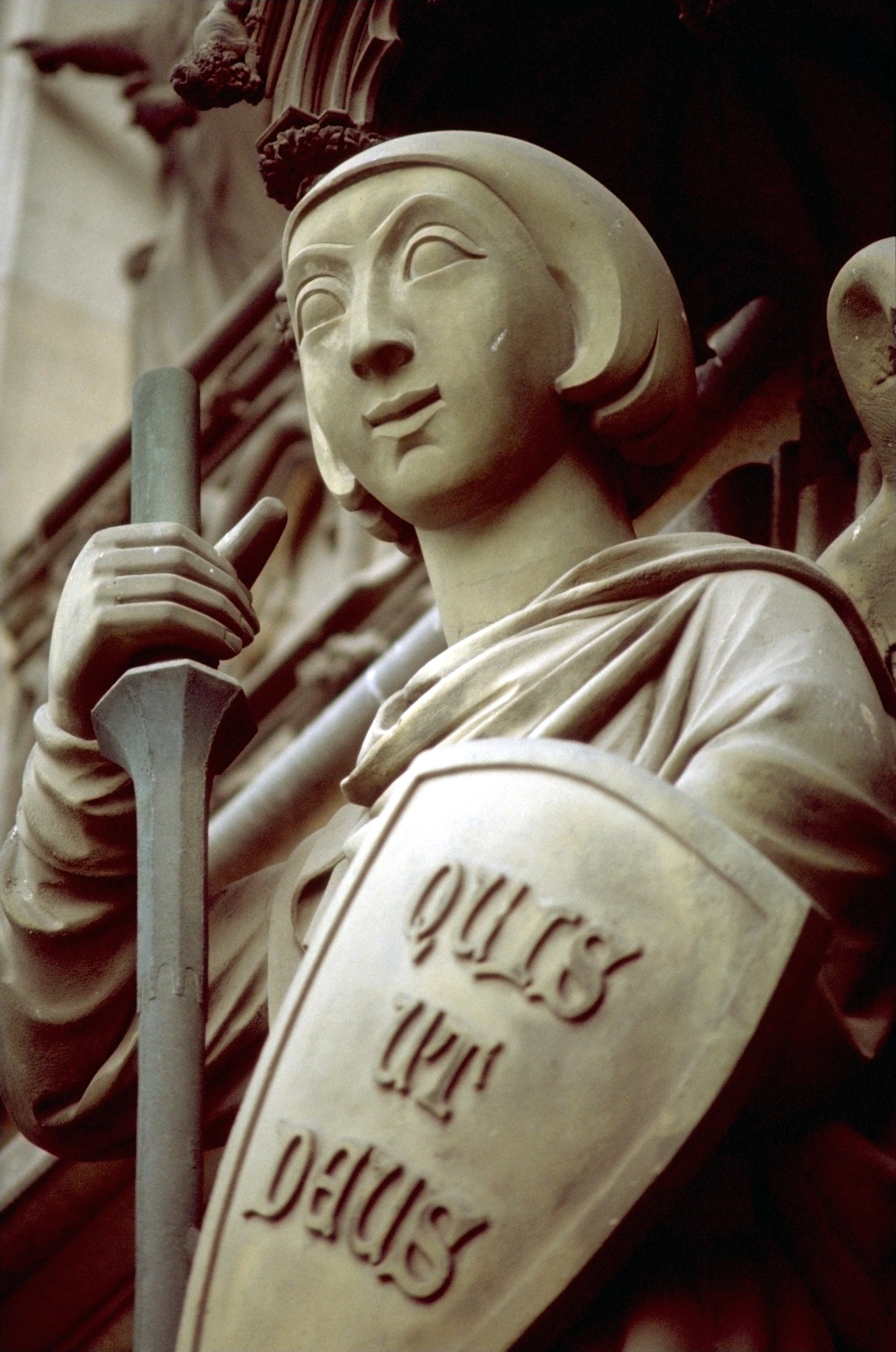
Erzengel Michael am Kölner Dom

Im Jahr 1172 gründete König Alfons I. von Portugal im Zuge des Kampfes gegen die Mauren den Orden vom Flügel des heiligen Michael; dieser besteht noch heute als dynastischer Orden des Hauses Bragança. Im Jahr 1469 schuf König Ludwig XI. von Frankreich den Ritterorden Ordre de Saint-Michel. 1818 folgte in England der Order of St. Michael and St. George.
Im Jahr 1693 gründete der Wittelsbacher Joseph Clemens von Bayern, damals Fürsterzbischof von Köln, den nur dem Adel offenstehenden Orden vom Heiligen Michael und als bürgerliches Gegenstück dazu die heute noch bestehende Erzbruderschaft St. Michael („Bruderschaft des hl. Erzengels und Himmelsfürsten Michael“), der bald ca. 100.000 Mitglieder angehörten.
Ab Ende des 19. Jahrhunderts existierte der Verein St. Michael – Verein deutscher Edelleute zur Pflege der Geschichte und Wahrung historisch berechtigter Standesinteressen, bei dem Friedrich Freiherr von Gaisberg-Schöckingen Vorsitzender war und zu dem u. a. auch die Guttenberg und Müllenheim gehörten. Der bekannte, deutsche Heraldiker Gustav Adolf Closs entwarf für den Verein ein undatiertes Exlibris, welches mit „Sanct Michael“ bezeichnet ist und was in zwei Spalten am linken und am rechten Rand insgesamt die zwölf Wappenschilder der beteiligten Geschlechter zeigt, die Figur des Drachentöters Michael rahmend, der einen goldenen Schild mit schwarzem, deutschen Adler trägt.
Im Jahr 1910 weihte P. Bronisław Markiewicz seine zunächst vor allem in der Waisenhilfe engagierte „Gesellschaft für Mäßigung und Arbeit“ dem hl. Michael. Seit ihrer kirchlichen Anerkennung im Jahr 1921 trägt sie den Namen Kongregation vom Heiligen Erzengel Michael („Michaelsorden“, „Michaeliten“).
Am 29. September 1931 wurde in Marburg eine Michaelsbruderschaft als Teil der Berneuchener Bewegung gegründet, sie ist eine evangelische Vereinigung von Theologen und Laien. Die am Michaelistag 1945 gegründete Evangelische Akademie Bad Boll begeht alljährlich ihren Stiftungstag mit einer Michaelisakademie. Die von Paul Kuhn gegründete St. Michaelsvereinigung besitzt seit 1971 in Dozwil, Kanton Thurgau, Schweiz als „Gnadenort“ eine etwa 1000 Personen fassende Kirche.

## Islamische Tradition

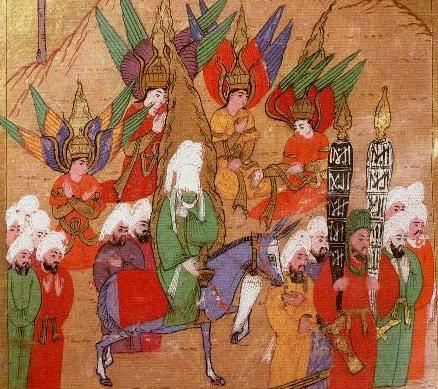
Mohammed auf der Reise nach Mekka, begleitet von den Engeln Gabriel, Michael, Raphael und Azrail (türkische Miniatur, 1595)

In der arabischen Literatur ist Michael als Mika'il oder – im Koran – als Mikal bekannt. Er gilt als einer der vier Erzengel und rangiert in deren Hierarchie an zweiter Stelle: Dschibrail (Gabriel) als Überbringer des Wort Gottes erscheint im Koran immerhin acht Mal; Michael wird nur ein einziges Mal erwähnt (Sure 2,98); die beiden übrigen Erzengel Asrael und Israfil finden sich lediglich in der außerkoranischen Tradition.
Sure 2,98 enthält Drohungen gegenüber den Feinden Allahs, seiner Engel und Boten und insbesondere Gabriels und Michaels.

## Zeugen Jehovas
Eine bekannte Sonderlehre der Zeugen Jehovas besagt, der Erzengel Michael sei mit Jesus Christus identisch. Aus ihrer Schriftauslegung schließen die Anhänger der Gruppierung, Christus trage in der Bibel vor seiner Geburt auf der Erde und nach seiner Rückkehr in den Himmel den Namen Michael. Die Bibelwissenschaften und die christologischen Lehren der traditionellen christlichen Kirchen lehnen diese Deutung ab.

## Ikonographie

### Ostkirche
Die Synaxis (Versammlung) der Erzengel Michael und Gabriel ist der Gedenktag des hl. Michael in der orthodoxen Kirche (8. November). Am 6. September feiert man das Wunder des Erzengels Michael in Chonae.

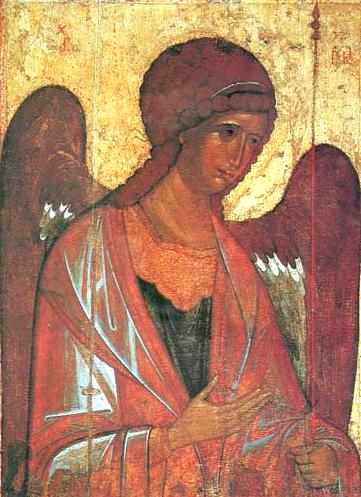
Ikone des Erzengels Michael (Byzanz um 1390)

In der ostkirchlichen Ikonographie wird der Erzengel Michael in ganzer Gestalt oder als Brustbild dargestellt. Ausgerüstet mit mächtigen Flügeln trägt er häufig Soldatenkleidung und Schwert. Zu finden sind aber auch Darstellungen im Halbprofil, so in der Deësis mit gesenktem Kopf. Als Deësis flankiert er zusammen mit Gabriel den thronenden Christus Pantokrator (Allherrscher) oder den präexistenten Immanuel, so etwa im berühmten Mosaik über dem Kaiserportal der Hagia Sophia in Konstantinopel.
Hauptattribute des Erzengels sind Stab, Schwert und Sphaira (Weltkugel). Der hl. Michael galt als Schutzherr der byzantinischen Kaiser, deren Fahnen sein Porträt auch zierte. Die Proskynesis-Titelikone des Heroon, der Michaelskapelle in der kaiserlichen Grabeskirche zu Konstantinopel, zeigt Michael als „unkörperlichen Erzengel gegenüber dem Erlöser“.
Beliebt waren in der ostkirchlichen Ikonographie auch ganze Michaels-Viten, die eine Vielzahl von Taten und Wundern des Erzengels abbilden, wie etwa den Kampf um die Seele des Mose, die Jakobsleiter, den Kampf mit Jakob, die drei Jünglinge im Feuerofen, die Erscheinung vor Josua, die Rettung Lots aus Sodom, den Sieg über Sanherib, das Chonae-Wunder etc. Häufig befinden sie sich im Naos oder den Seitenkapellen orthodoxer Kirchen. Relativ selten finden sich derartige Viten auf Ikonen; ein Beispiel aus dem Jahr 1399 ist in der Erzengel-Michael-Kathedrale des Moskauer Kreml zu sehen.
Nicht seltener als in der Ikonographie der lateinischen Kirche sind Darstellungen Michaels als Bezwinger des Teufels (Sturz des Engels Luzifer). In einer apokalyptischen Szenerie reitet er als Archistrategos (Anführer der himmlischen Scharen) auf einem feurigen Pferd und stößt mit Speer, Lanze oder Kreuz in Richtung des sich am Boden kringelnden Teufelsdrachen. Dabei bläst er die Posaune und hält Rauchfass und Evangeliar. „Auf Gottes Geheiß hat der heilige Erzengel Michael den gefallenen Geist in die Hölle gestoßen.“ lautet etwa die Aufschrift einer südrussischen Ikone der Zeit um 1800.
Nach griechischem Volksglauben können das Gesicht des Seelenführers und -wägers Michael nur Sterbende und die Toten sehen.

### Westkirche

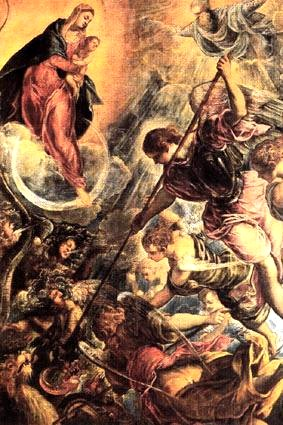
Jacopo Tintoretto: Höllensturz (1592; Galerie Alte Meister, Dresden)

Auf Darstellungen des Höllensturzes in der lateinischen Kirche wird der geflügelte Engelsfürst meist im Kampf und in der Luft dargestellt, etwa auf einer Wolke. Seine Kleidung ist von der Rüstung römischer Soldaten inspiriert und besteht zumeist aus kurzem Chiton, Brustpanzer, roter Chlamys und Stiefeln mit goldenen Beinlingen. Mit (Flammen)schwert oder Lanze rückt er dem sich zu seinen Füßen krümmenden, häufig als Drache, manchmal aber auch in menschlicher Gestalt dargestellten Satan zu Leibe. Zuweilen steht auf dem Schild seiner Rüstung „Quis ut Deus“ („Wer ist wie Gott?“), das Tetragrammaton oder das Christus-Monogramm „IHS“.
Bekannte Darstellungen stammen etwa von Albrecht Dürer (Holzschnitt von 1498), Raffael (1518), Pieter Brueghel dem Älteren (1563), Jacopo Tintoretto (1592), Peter Paul Rubens (1620), Johann Michael Rottmayr (1697), Giuseppe Castiglione (18. Jahrhundert) und Eugène Delacroix (1861). Plastische Ausführungen dieses Motivs finden sich unter anderem an den Michaelskirchen von Hamburg, München, Wien und Coventry, aber auch dem Boulevard Saint-Michel in Paris.

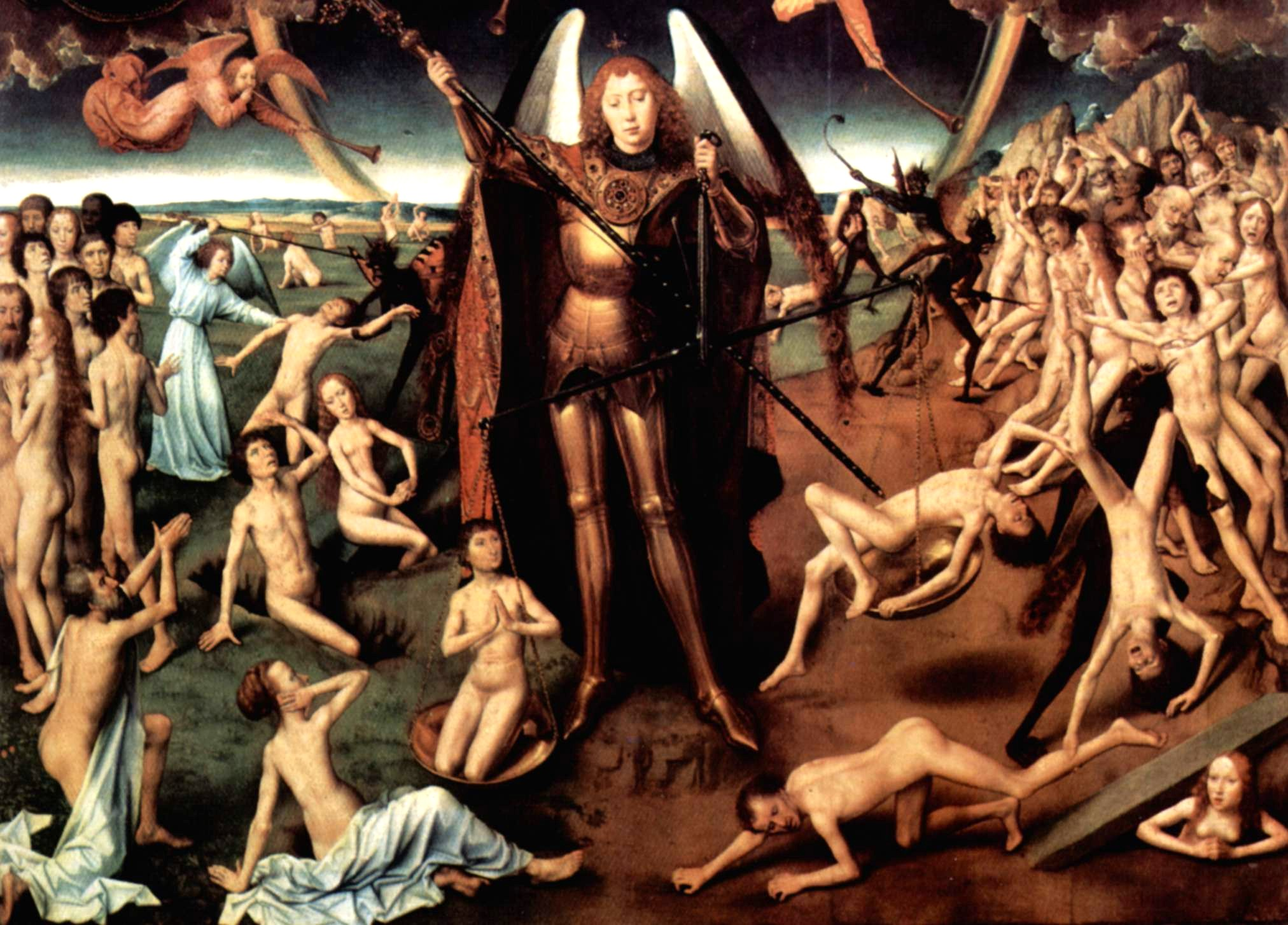
Michael als Seelenwäger in Hans Memlings Jüngstem Gericht (1473; Nationalmuseum, Danzig)

Im Mittelalter wurde Michael auch häufig als Seelenwäger mit Schwert und Waage dargestellt, so etwa in der „Elsässischen legenda aurea“ (13. Jh.), auf Gemälden von Guariento di Arpo (1354), Hans Memling (1470) und des Kartner Meisters (15. Jh.), auf einem Altarbild in der Pfarrkirche von St. Georgen (1523) sowie im Palazzo Carrara in Padua. Weiter findet sich das Motiv auf Fresken in den Kirchen St. Michel in Velleron und Notre-Dame de Benva in Lorgues sowie im Tympanon der Kathedrale von Autun (Frankreich).
Gemeinsam mit den beiden anderen Erzengeln Gabriel und Raphael wurde Michael auch von Lucas von Leyden oder Sebastiano Ricci gemalt, als Wächter am Eingang des Paradieses von Sebald Beham (16. Jh.). Auf einem Holzschnitt des Ritters von Turn von 1493 streitet sich Michael mit dem Satan um die Seele einer Rittersfrau. Die um 1500 entstandene mittelalterliche Handschrift „Leben, Tod und Wunder des hl. Hieronymus“ enthält eine Miniatur, die Michael mit den Allegorien der Kirche und des Glaubens zeigt.